# Manuel dos Santos Lostada
Manuel dos Santos Lostada (Enseada de Brito, 8 de março de 1860 — Florianópolis, 20 de outubro de 1923) foi um político, jornalista e poeta brasileiro.

## Vida
Filho de Marcelino Inácio dos Santos Lostada e Generosa Maria da Glória Lostada.
Foi secretário do presidente da província de Santa Catarina, Francisco Luís da Gama Rosa.
Foi deputado à Assembleia Legislativa de Santa Catarina na 1ª legislatura (1894 — 1895), na 2ª legislatura (1896 — 1897), na 4ª legislatura (1901 — 1903), e na 5ª legislatura (1904 — 1906).
É patrono da cadeira 32 da Academia Catarinense de Letras.

## Obras
- Julieta dos Santos com Virgílio dos Reis Várzea e João da Cruz e Sousa [3]
- Minutos de Mar